# Жити по-своєму
Жити по-своєму (рос. Жить по-своему) — радянський художній фільм 1976 року, знятий на кіностудії «Мосфільм».

## Сюжет
Гордість ремонтного заводу, ударник, орденоносець, одного разу раптом поцікавився своїми домашніми справами і виявив, що там не все так благополучно, як хотілося б. Син працює, не закінчивши школу. Він кинув школу за місяць до отримання атестата без відома батьків, хотів піти в морехідку. Але там величезний конкурс, а якщо попрацювати на заводі з рік, отримати гарну характеристику, то і в морехідку візьмуть, і на будь-який рейс. Але без душі працює, задля галочки в характеристиці. Чужий став син для батька. По-іншому чужа для батька старша дочка, модель. Вона любить одруженого, зустрічається з ним вже два роки, а він все не хоче розлучатися з дружиною. Батько не розуміє, що у неї своє життя, забороняє їй зустрічатися з коханим. А молодша, не по роках самостійна, по-дитячому довірлива і по-дорослому розумно висловлює батькові його помилки. І саме вона допомагає батькові зрозуміти його провину перед сім'єю…

## У ролях
- Анатолій Кузнецов — Василь Балишев
- Лариса Лужина — Зоя, дружина Василя Балишева
- Євгенія Сабельникова — Олена, дочка Василя Балишева, модель
- Лев Дуров — Федя, сусід Василя, працівник заводу
- Марія Брєдіхіна — Віка, молодша дочка Василя Балишева
- Павло Максименко — Славка, син Василя Балишева
- Микола Константинов — Борька, приятель Славки
- Геннадій Корольков — Сергій, таксист, новий наречений Олени
- Дальвін Щербаков — Володя, наречений Олени, моряк
- Микола Граббе — Юрій Олександрович, директор заводу
- Валентин Брилєєв — головний диспетчер
- Геннадій Юхтін — Орлов, працівник заводу
- Павло Винник — працівник заводу
- Герман Качин — моряк, другий механік
- Петро Кононихін — працівник заводу
- Микола Маліков — працівник заводу
- Юрій Мартинов — працівник заводу
- Анатолій Соловйов — Анатолій Васильович, капітан
- Віталій Кисельов — працівник заводу
- Віктор Філіппов — працівник заводу
- Олександр Горелик — Юрій Федорович Горелик, тренер з фігурного катання
- Ельвіра Зубкова — Ельвіра, модель

## Знімальна група
- Режисер — Костянтин Худяков
- Сценарист — Борис Лобков
- Оператор — Володимир Боганов
- Композитор — Юрій Левітін
- Художник — Іван Пластинкін